# Castell de Verdera
El castell de Verdera (o de Sant Salvador de Verdera o més sovint simplement de Sant Salvador) és una fortificació medieval situada al cim de Sant Salvador Saverdera,  a 670 m sobre el nivell del mar, el pic més alt de la serra de Rodes (que en aquest sector pren el nom de muntanya o serra de Verdera), al municipi del Port de la Selva (Alt Empordà), declarat bé cultural d'interès nacional.

## Història
S'hi distingeixen dues etapes constructives i històriques que expliquen la diversitat de noms amb què és conegut. Una primera etapa, plenament romànica, des del segle ix fins a finals del segle xiii, en la qual es construí el primitiu castell roquer, inicialment comtal i després monacal, que els documents de l'època anomenen "castell de Verdera". I una segona etapa, des de l'últim quart del segle xiii, en la qual fou ampliat i fortificat en mans dels comtes emporitans (per tornar, en el segle xv, a les dels abats de Sant Pere), i en la que és anomenat "castell de Sant Salvador", denominació actualment corrent a la comarca. Aquesta era l'advocació de l'església monumental construïda dintre del clos del castell durant la primera meitat del segle xi i que el convertí en un castell-santuari. El canvi de denominació respon, per tant, a una renovació en profunditat de l'estructura constructiva de la fortificació i al canvi de senyoria que l'acompanyà.
El castell de Verdera és un castell roquer que apareix esmentat per primera vegada als documents conservats l'any 904, com a possessió dels comtes d'Empúries. En concret es menciona com a "castrum quod dicunt Verdaria". Encara que això permet suposar que aquest castell ja existia almenys durant el segle ix, l'arqueologia demostra que sobre la carena de la Verdera hi havia hagut una fortificació des d'època remota.
El 974 el comte Gausfred I d'Empúries-Rosselló dotà el monestir de Sant Pere de Rodes amb importants propietats situades al seu voltant, entre les quals el castell de Verdera, donació que fou confirmada per sengles butlles papals els anys 974 i 990 i per un precepte del rei franc Lotari el 982. Aviat, però, el fill i successor de Gausfred a Empúries, Hug I, discutí aquesta minva del seu patrimoni i ocupà béns del monestir, entre els quals aquest castell. El papa Benet VIII el comminà, amb amenaça de les màximes penes espirituals, a esmenar aquest fet, i sembla que finalment el comte retornà aquests dominis al monestir, amb el qual ja s'havia reconciliat el 1022, en què assistí personalment a la consagració de la nova basílica, i així ho ratificà amb noves donacions en els anys posteriors. El castell de Verdera, que tenia un terme ampli que comprenia el castell de Bufalaranya (llavors anomenat de Roca Negra), prop de Roses, assegurava la defensa i l'autonomia del cenobi, i n'havia esdevingut una de les possessions més valuoses. Probablement aleshores hi fou construïda l'església de Sant Salvador, que sempre va dependre eclesiàsticament del monestir.

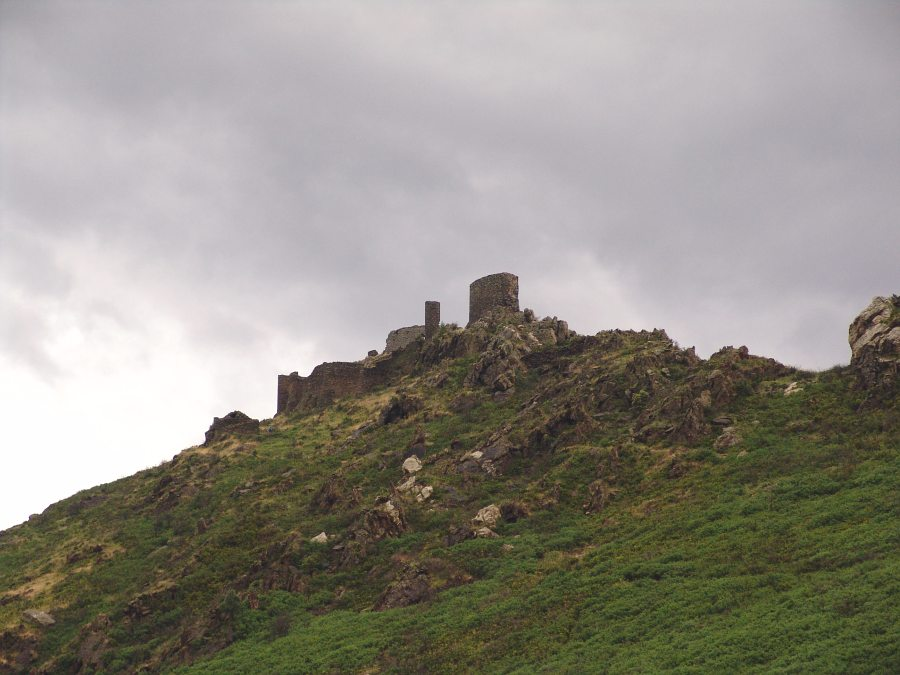
El castell des de Santa Creu de Rodes (N)

A finals del segle xiii ressorgiren les disputes entre el comte i l'abat per la possessió de la fortalesa. Poc abans de 1283 el comte d'Empúries Ponç Hug IV se n'emparà, en el marc d'una política de recuperació del poder comtal que el duria a greus enfrontaments amb el bisbe i amb Jaume II. Les enèrgiques protestes de l'abat portaren, el 27 de febrer de 1283, a una concòrdia entre tots dos per la qual el comte confirmava les donacions de Gausfred. En el cas del castell, s'hi estipulava que els comtes podrien ocupar-lo en cas de guerra, com de fet ja es feia.
La imminent guerra amb França, derivada de la qüestió siciliana, motivaria que, pel juliol d'aquell any, el comte decidís reconstruir el vell castell i renovar-ne les defenses. A aquesta iniciativa correspon el potent clos murallat i la torrre de l'homenatge, situada al costat de l'antiga església. Tot i que no n'hi ha constància, sembla que els acords de 1283 i els esdeveniments immediats establiren de facto un condomini del castell, que quedà permanentment ocupat pels comtes, si bé sota la jurisdicció del monestir.

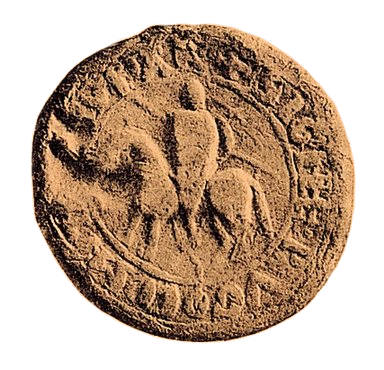
Segell de Ponç Hug IV d'Empúries

La croada contra la Corona d'Aragó de 1285 i la defecció de la jerarquia eclesiàstica, que donà suport als croats francesos, facilitaren aquest statu quo. Bernat Desclot, a la seva Crònica, acusa directament l'abat de Sant Pere de Rodes de traïció i explica com els invasors ocuparen el castell el juny de 1285 i el retingueren durant sis mesos. Expulsats els francesos, Sant Salvador retornà a mans de Ponç Hug.
El 1299 l'abadia recorre als tribunals episcopals del bisbe de Girona contra el comte d'Empúries per múltiples ocupacions de jurisdiccions i de béns, entre les quals s'esmenta la del castell de Sant Salvador. La sentència condemnà el comte i l'amenaçà d'excomunió (1301), forçant-lo a signar una concòrdia amb l'abat (1303) per la qual renunciava a totes les ocupacions a excepció de la de Sant Salvador, que continuà en situació de condomini tàcit i en mans del comte. En el seu testament (1309), Ponç Hug indemnitzà Sant Pere de Rodes per l'ocupació del castell i li oferí garanties de no-agressió.
Ponç Hug V d'Empúries, conegut com a Malgaulí, cedí la castlania de Sant Salvador als Satrilla, que la mantingueren fins al 1374, en què el comte Joan I d'Empúries recuperà el ple domini sobre la fortalesa. Personatge culte i brillant, Joan I tingué predilecció per Sant Salvador, des d'on podia contemplar tots els seus dominis, i s'hi feu construir una estança personal, segurament a la torre de l'homenatge.
El 1402, amb l'extinció de la segona dinastia dels comtes d'Empúries, el comtat passà a la corona, que poc després l'empenyorà a la Diputació del General. És possible que aquestes circumstàncies, més l'Interregne i el canvi de dinastia que poc després seguiren afavorissin que el castell retornés a mans efectives del monestir, ja que pel 1474 consta com a possessió seva. A finals del segle xvii, però, la documentació indica que tornava a estar en mans dels titulars del comtat d'Empúries, llavors els ducs de Medinaceli. En aquesta època el castell servia de guaita contra els pirates barbarescos.
Se suposa que el castell fou inutilitzat militarment, destruint bona part de les seves construccions, per ordre del mariscal duc de Noailles durant l'expedició de rapinya a Sant Pere de Rodes que protagonitzà el 1708, en plena Guerra de Successió.
Ja inhabitable i inútil per a la milícia, el que quedava del castell degué retornar de seguida a mans del monestir, que el posseïa en el moment de l'exclaustració (1835). Amb la desamortització fou reclamat pels Medinaceli, als quals fou reconegut i que l'han posseït fins a data recent.

## Descripció
Només s'hi pot accedir a peu. L'accés més fàcil és pel N, des del monestir de Sant Pere de Rodes, per un corriol que s'enfila per la muntanya. L'accés pel SO, des de l'ermita de Sant Onofre, a Palau-saverdera, és molt més costerut i escarpat.
Des del pic on hi ha el castell es domina un panorama privilegiat i espectacular. Pel S i l'O es contempla tota la plana de l'Alt Empordà, amb el golf de Roses, fins al massís del Montgrí i les illes Medes. Grans extensions de mar al SE i al NE. A l'E, les muntanyes que formen la península del cap de Creus. Al N i NO, els contraforts de la serra de l'Albera i bona part dels Pirineus orientals, amb el Bassegoda, el Comanegra, la Mare de Déu del Mont, el Puigsacalm i el Canigó. Nord enllà s'albira també part de la plana del Rosselló. En dies molt clars poden veure's la Roca del Far, el Matagalls i el Montseny, i es diu que fins i tot, si la tramuntana ho afavoreix, la Provença i Mallorca.
Als vessants immediats de la Verdera hi ha, pel N, el monestir de Sant Pere de Rodes, situat en un replà poc més avall del castell, l'antic poble medieval de Santa Creu de Rodes i el de la Vall de Santa Creu. Pel NE, els de la Selva de Mar i el Port de la Selva. Pel SO, Palau-saverdera.
Aquest niu d'àligues serví de defensa del monestir, de talaia contra la pirateria, de santuari i de mirador residencial dels comtes d'Empúries. Actualment, les seves ruïnes serveixen de fita entre els termes municipals del Port de la Selva, Palau-saverdera i la Selva de Mar.

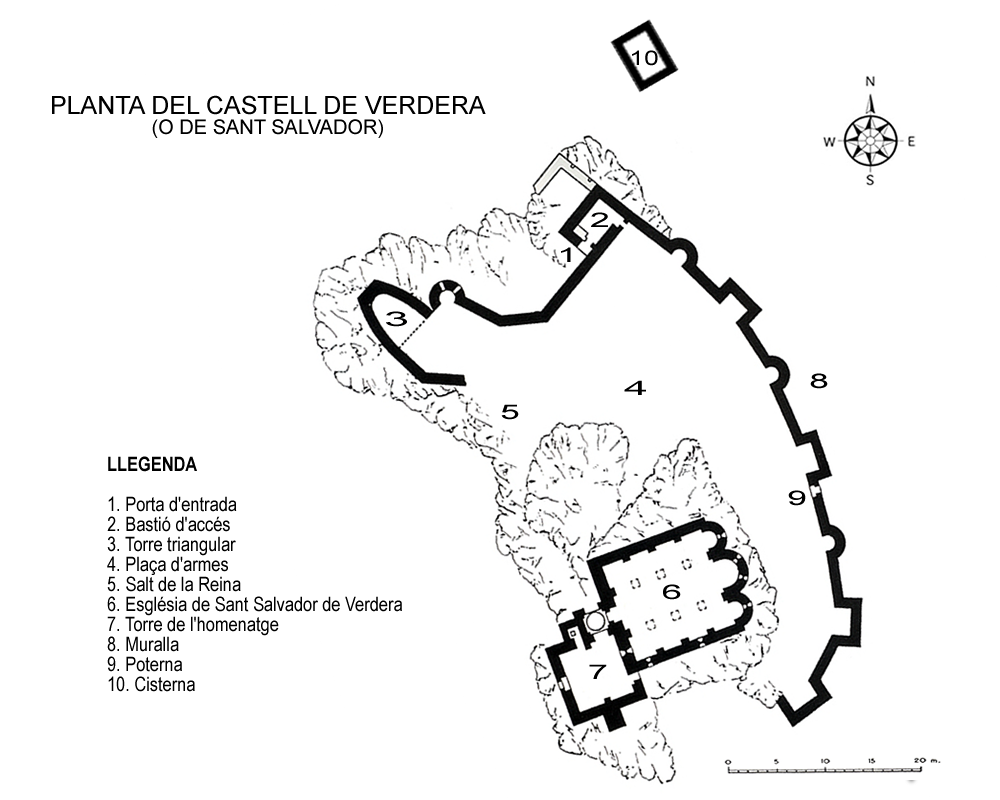
Planta del castell de Verdera

El castell ocupa l'espai, relativament reduït i estret, del pic de la muntanya i s'adapta a les fortes irregularitats rocalloses del terreny. La planta és aproximadament rectangular, amb orientació NO-SE. La fortificació és important per tots els costats mínimament accessibles (NO, N, E i S) i inexistent al SO, per on el castell està construït arran del cingle. En aquest sector hi ha el "Salt de la Reina" (vegeu Llegendari).
Dels edificis actualment recognoscibles, encara que tots molt enrunats, només l'església de Sant Salvador de Verdera correspon a la primera etapa del castell (el castell de Verdera), i encara a una fase avançada, ja que és datable en la primera meitat del segle xi, sense que se sàpiga si substituí un temple anterior. La resta de les edificacions més o menys conservades semblen correspondre a la reconstrucció de 1283.
L'església està situada al punt més alt del castell, en un petit planell sobre el pic de la muntanya, i a l'extrem S del recinte fortificat. Tot i que anterior a l'obra de 1283, quedà perfectament integrada en aquesta última. Era un temple reduït però d'aire monumental, de planta basilical, amb tres naus, tres absis semicirculars i un pòrtic. S'hi accedia per aquest pòrtic, que comunicava amb la torre de l'homenatge, i per una porta situada al mur N. Es conserven restes importants dels murs laterals, del frontis i del pòrtic amb la seva volta encara dempeus. L'aparell de l'església, com el de tot el castell, és de carreus rectangulars, petits i mal tallats, excepte a les cantonades.
El portal d'entrada al castell està situat al N, en un entrant de la muralla protegit per una gran torre quadrada i a l'O per altres torres més elevades de planta semicircular i triangular, adaptades al terreny i adossades a la muralla. El portal conserva la doble arcada per al rastell. Fins a la primera meitat del segle xix hi havia sobre aquesta porta una làpida commemorativa de la reconstrucció de 1283 i de l'expulsió dels croats francesos, amb heràldica de Rodes i Empúries, actualment en localització desconeguda (se'n conserva un dibuix i la transcripció de la inscripció).

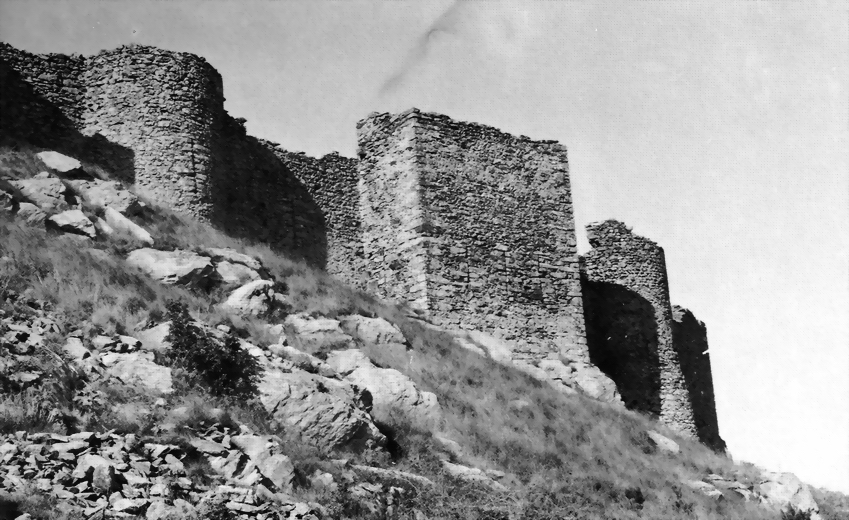
Muralla del castell

A l'E, el castell era protegit per una muralla, encara avui imponent, amb tres bestorres semicirculars atalussades i tres de rectangulars imperfectes alternades, més una altra de rectangular a l'extrem SE. Després de la segona bestorre rectangular hi ha una poterna. Tant el mur com les torres tenen llargues espitlleres. L'alçada regular d'aquesta muralla fa sospitar una destrucció intencionada del conjunt (vegeu Història).
Un sector de muralla pràcticament desaparegut unia aquest sector amb la torre de l'homenatge, situada a l'extrem SO del castell, al caire del cingle, i adossada al frontis de l'església. Se'n conserven només murs de poca alçada. L'interior del recinte fortificat és ampli però afectat per la gran irregularitat del terreny; hi ha restes constructives molt escasses i imprecises.
A l'exterior del recinte, al NE del portal d'entrada, hi ha una gran cisterna coberta amb volta apuntada i, prop seu, restes de fortificació, potser una palissada. Igualment, al S del castell, sobre el puig de Sant Genís o de l'Àliga, hi ha restes d'una torre barrana rodona (fora del plànol adjunt).
S'ha dit que l'obra del castell de Sant Salvador bastida el 1283, de la qual formen part tots aquests elements amb l'única excepció de l'església, demostra l'assimilació de la nova arquitectura militar d'influència oriental introduïda a Occident amb les croades.
Fins a la primera meitat del segle xix hi havia sobre la porta d'accés al castell una làpida commemorativa de la reconstrucció de 1283 i de l'expulsió dels croats francesos, amb l'heràldica de Rodes i Empúries, actualment en localització desconeguda.
Al costat de la cisterna aïllada hi havia una conducció que portava aigua al monestir de Sant Pere de Rodes, i a escassa distància d'aquesta hi ha més restes de fortificació. Igualment, a la banda de migdia del castell, sobre el puig de Sant Genís o de l'Àliga, hi ha les restes d'una altra torre barrana rodona.

## Llegendari

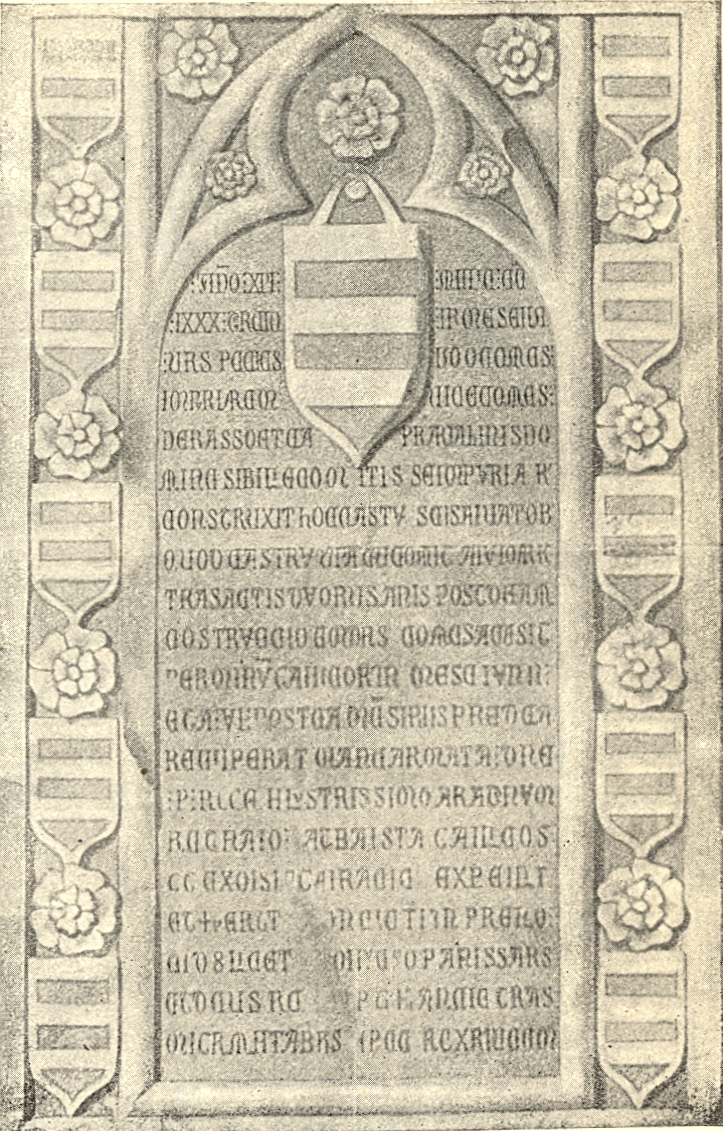
Inscripció sobre la porta del castell (desapareguda)

Carlemany hauria reconegut la valentia del comte d'Empúries, que per la gràcia de Déu hauria resistit amb èxit un setge al castell de Verdera, permetent-li utilitzar excepcionalment l'expressió "per la gràcia de Déu" en la intitulació oficial. El comte d'Empúries seria, per aquesta causa, l'únic noble a Catalunya que empraria aquest atribut de sobirania.
Al costat S del castell, oberta sobre el precipici, hi ha una terrassa natural sobre el cingle, coneguda popularment com a Salt de la Reina, que és protagonista d'una llegenda similar a la del castell de Siurana. Aquesta cèlebre llegenda ha pervingut en diferents versions.
Segons una de les versions, potser la més coneguda, l'última "reina" mora del lloc, un cop vençut i mort el seu marit pels cristians, hauria intentat dirigir la resistència amb greu desacord del seu cavall que, embogit, es llançà amb ella cingle avall, i encara avui serien audibles els laments de la dama al fons del cingle. En una altra versió, la protagonista és la filla d'un comte d'Empúries que, enamorada d'un pastor amb el qual hauria tingut un fill, de nom Epicini, que seria un dels monjos fundadors de Sant Pere de Rodes, i incapaç d'afrontar un matrimoni imposat pel pare, s'hauria suïcidat saltant a cavall pel precipici. En una altra versió, el castell és en mans de la comtessa d'Empúries, que es llança al buit amb el seu cavall tot fugint de la persecució amorosa del vescomte de Rocabertí. I encara una variant d'aquesta última versió té per protagonistes una filla del comte emporità i el comte de Besalú.
Al castell seria audible en certs dies o nits el gemec de l'ànima en pena d'una comtessa d'Empúries que en vida hauria estat infidel al seu marit. De fet, l'àrea del castell, en l'actualitat, té fama de ser propícia als fenòmens paranormals.
D'altres llegendes converteixen la Verdera i els seus voltants en escenaris del cicle del Sant Greal, en el qual el castell de Sant Salvador esdevé el de Montsalvat i el de Quermançó, el del mag Klingsor.

## Protecció
El castell de Verdera està afectat per les disposicions espanyoles de protecció del patrimoni històric de 1949 i 1988, i com tots els castells de Catalunya, catalogat com a Bé Cultural d'Interès Nacional als efectes de la llei del Patrimoni Cultural català de 1993.